# Lemonia ponticus
Lemonia ponticus är en fjärilsart som beskrevs av Christopher Aurivillius, 1894. Lemonia ponticus ingår i släktet Lemonia och familjen fältspinnare, Brahmaeidae. Inga underarter finns listade i Catalogue of Life.